# Pamiątków
Pamiątków – przysiółek wsi Antonin w Polsce położony w województwie wielkopolskim, w powiecie kaliskim, w gminie Szczytniki.
W latach 1975–1998 przysiółek należał administracyjnie do województwa kaliskiego.